# Virlea, Baranivka
Virlea (în ucraineană Вірля) este localitatea de reședință a comunei Virlea din raionul Baranivka, regiunea Jîtomîr, Ucraina.

## Demografie
Componența lingvistică a localității Virlea
     Ucraineană (99,46%)
     Alte limbi (0,54%)
Conform recensământului din 2001, majoritatea populației localității Virlea era vorbitoare de ucraineană (99,46%), existând în minoritate și vorbitori de alte limbi.